# Fingrid
Fingrid Oyj est une société par actions de transport d'énergie en Finlande dont les actions ne sont pas cotées en bourse. En 2011, les compagnies d'électricité Fortum Power and Heat Oy et Pohjolan Voima ont vendu leurs participations dans Fingrid (25 % chacune), en raison de la directive européenne sur le marché intérieur de l'électricité, qui exige que la production d'électricité et la propriété des réseaux de transport soient séparées. La transmission depuis et vers le réseau russe a été interrompue par la partie russe le 13 mai 2022.

## Missions
La mission de l'entreprise est de maintenir et de développer le réseau de transport d'électricité finlandais. Environ 75 pour cent de toute l'électricité utilisée en Finlande est acheminée via le réseau de transport national de Fingrid.

## Actionnaires
Les principaux actionnaires sont:
| Actionnaire             | Nombre d'actions | Actions (%) | Votes (%) |
| ----------------------- | ---------------- | ----------- | --------- |
| État finlandais         | 939              | 28,24       | 37.66     |
| Huoltovarmuuskeskus     | 828              | 24,90       | 33,20     |
| Ilmarinen               | 661              | 19,88       | 17,15     |
| Valtion Eläkerahasto    | 1                | 0,03        | 0,01      |
| Aino Holdingyhtiö Ky    | 878              | 26,41       | 11,74     |
| Assurances retraite Elo | 1                | 0,03        | 0,01      |
| Imatran Seudun Sähkö Oy | 10               | 0,30        | 0,13      |
| Henki-Fennia            | 6                | 0.18        | 0,08      |
| Pohjola Vakuutus        | 1                | 0,03        | 0,01      |
| Total                   | 3325             | 100,00      | 100,00    |